# Nowogród Bobrzański
Nowogród Bobrzańskiⓘ é um município no oeste da Polônia. Pertence à voivodia da Lubúsquia, no condado de Zielona Góra. É a sede da comuna urbano-rural de Nowogród Bobrzański, situada na foz do rio Brzeźnica no rio Bóbr. Entre 1975 e 1998, a cidade era administrativamente parte da voivodia de Zielona Góra.
Estende-se por uma área de 14,6 km², com 5 032 habitantes, segundo o censo de 31 de dezembro de 2021, com uma densidade populacional de 344,7 hab./km².

## Localização
Historicamente, a cidade fica na fronteira entre a Silésia e a Lusácia. Seu distrito oriental, Nowogród Bobrzański, pertence à Baixa Silésia, onde tinha os direitos de cidade desde 1238 e era uma cidade independente, enquanto seu distrito ocidental, Krzystkowice, está localizado na Baixa Lusácia, onde também era uma cidade separada e recebeu direitos de cidade em 1659.

## História

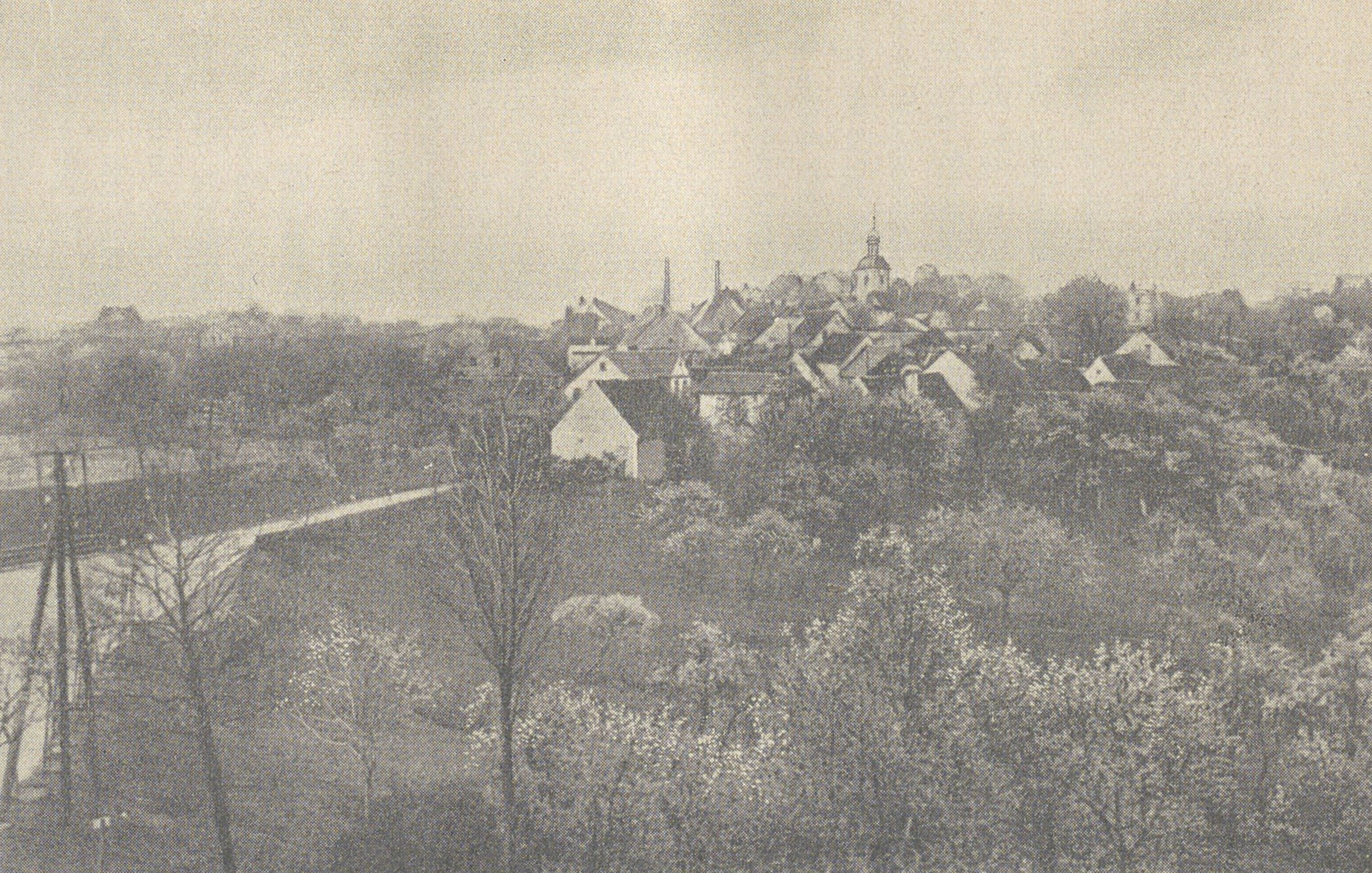
Vista da cidade por volta de 1926

Em 1 de janeiro de 1988, a cidade de Nowogród Bobrzański foi formada a partir da área de duas cidades degradadas em 1945: a aldeia territorialmente maior, na margem esquerda, de Krzystkowice (823 hectares) e a aldeia menor, na margem direita, de Nowogród Bobrzański (653 hectares). Assim, nem Krzystkowice foi incorporada a Nowogród, nem a própria Nowogród recuperou seus direitos municipais, ainda que a nova cidade tenha assumido o nome apenas do assentamento da margem direita. A cidade se tornou um chamado conglomerado de dois organismos urbanos separados.
Depois que os dois assentamentos foram fundidos em uma cidade, ela se tornou um todo espacialmente incoerente (distância considerável entre os assentamentos sem contato físico). Além disso, o atual organismo urbano cruza a fronteira historicamente estabelecida entre a Silésia e a Lusácia.

## Demografia
Conforme os dados do Escritório Central de Estatística da Polônia (GUS) de 31 de dezembro de 2022, Nowogród Bobrzański é uma cidade muito pequena com uma população de 4 804 habitantes (24.º lugar na voivodia da Lubúsquia e 585.º na Polônia), tem uma área de 14,64 km² (14.º lugar na voivodia da Lubúsquia e 437.º lugar na Polônia) e uma densidade populacional de 328,14 hab./km² (36.º lugar na voivodia da Lubúsquia e 711.º lugar na Polônia). Nos anos 2002–2021, o número de habitantes diminuiu 0,5%.
Os habitantes de Nowogród Bobrzański constituem cerca de 6,37% da população do condado de Zielona Góra, constituindo 0,49% da população da voivodia da Lubúsquia.
| Descrição                         | Total      | Total     | Mulheres   | Mulheres  | Homens     | Homens    |
| --------------------------------- | ---------- | --------- | ---------- | --------- | ---------- | --------- |
| unidade                           | habitantes | %         | habitantes | %         | habitantes | %         |
| população                         | 4 804      | 100       | 2 456      | 51,1      | 2 348      | 48,9      |
| área                              | 14,64 km²  | 14,64 km² | 14,64 km²  | 14,64 km² | 14,64 km²  | 14,64 km² |
| densidade populacional (hab./km²) | 328,14     | 328,14    | 167,68     | 167,68    | 160,46     | 160,46    |

## Monumentos históricos
O registro provincial de monumentos inclui:
- Igreja paroquial da Assunção da Bem-Aventurada Virgem Maria, do século XIII, XV, XVII, meados do século XIX
- Casa paroquial do final do século XVII
- Igreja paroquial de São Bartolomeu, dos séculos XIII/XIV, 1712–1720; pedra e tijolo; nave única com capela-mor retangular
  - Cemitério da igreja
- Casas, rua Kościuszki, 13, 15, 18, 19, por volta de 1800
- Casa, rua Majowa, 3, do final do século XVIII
- Mansão, rua Młyńska, 7, de 1902
- Casas na praça principal, 6, 7, 8, 9, de cerca de 1800, séculos XVIII/XIX

Outros monumentos:
- Remanescente de uma enorme fábrica alemã de explosivos.[12]

Monumentos selecionados da cidade
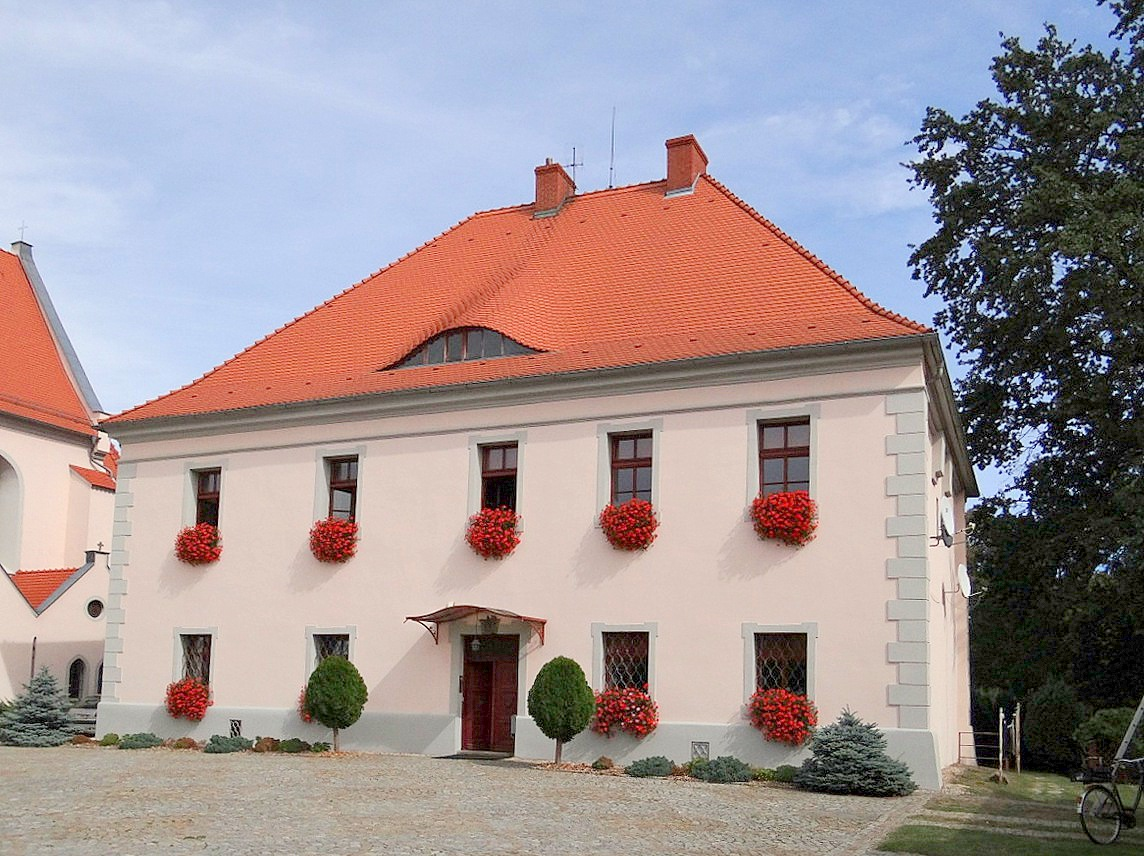
Vicariato barroco do final do século XVII
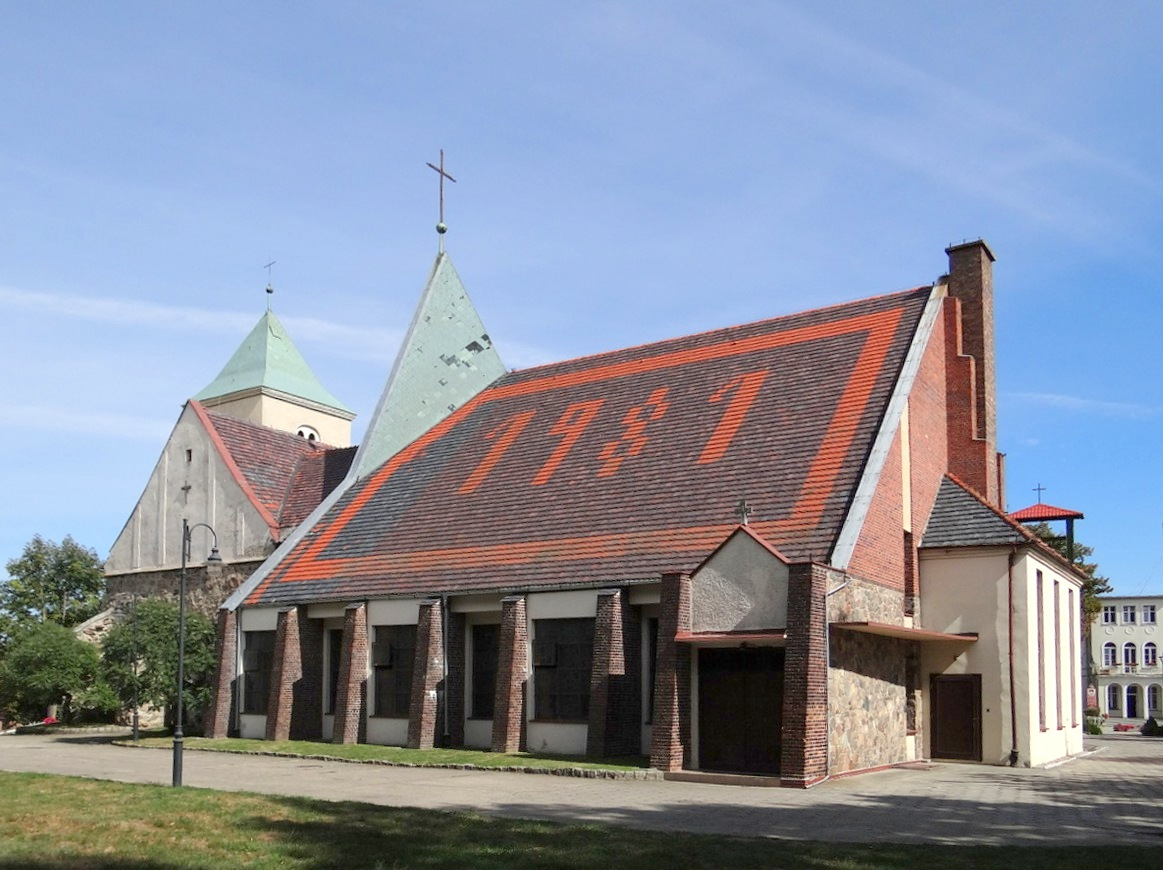
Igreja de São Bartolomeu
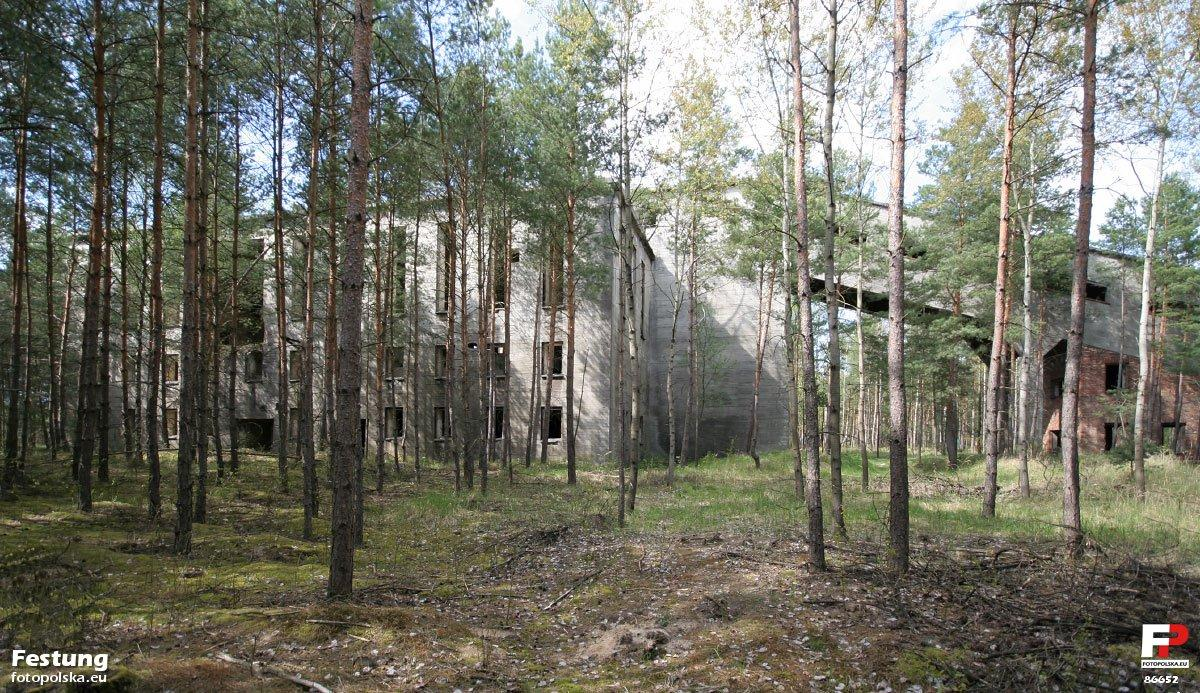
Edifício da usina combinada de calor e energia da fábrica alemã de explosivos
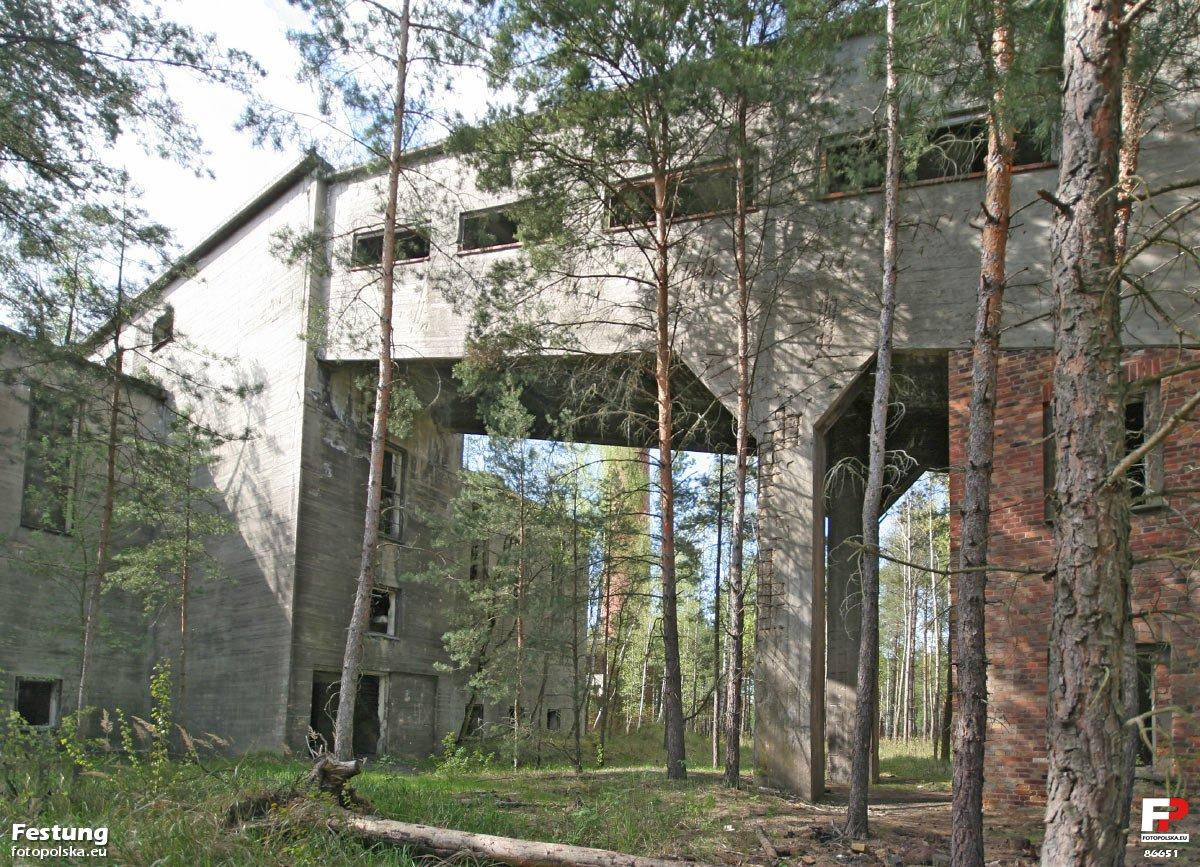
Usina combinada de calor e energia — detalhe do transportador de carvão
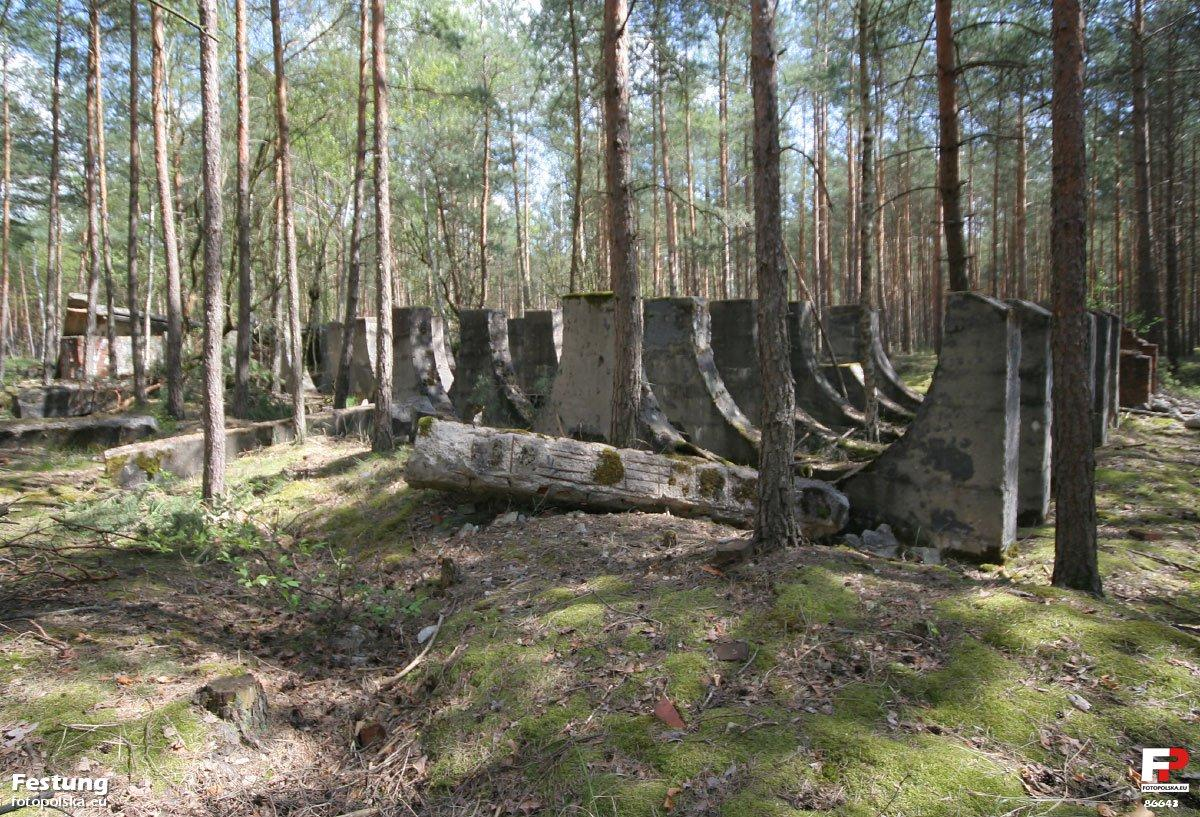
Fixações para cilindros externos — contêineres para componentes explosivos
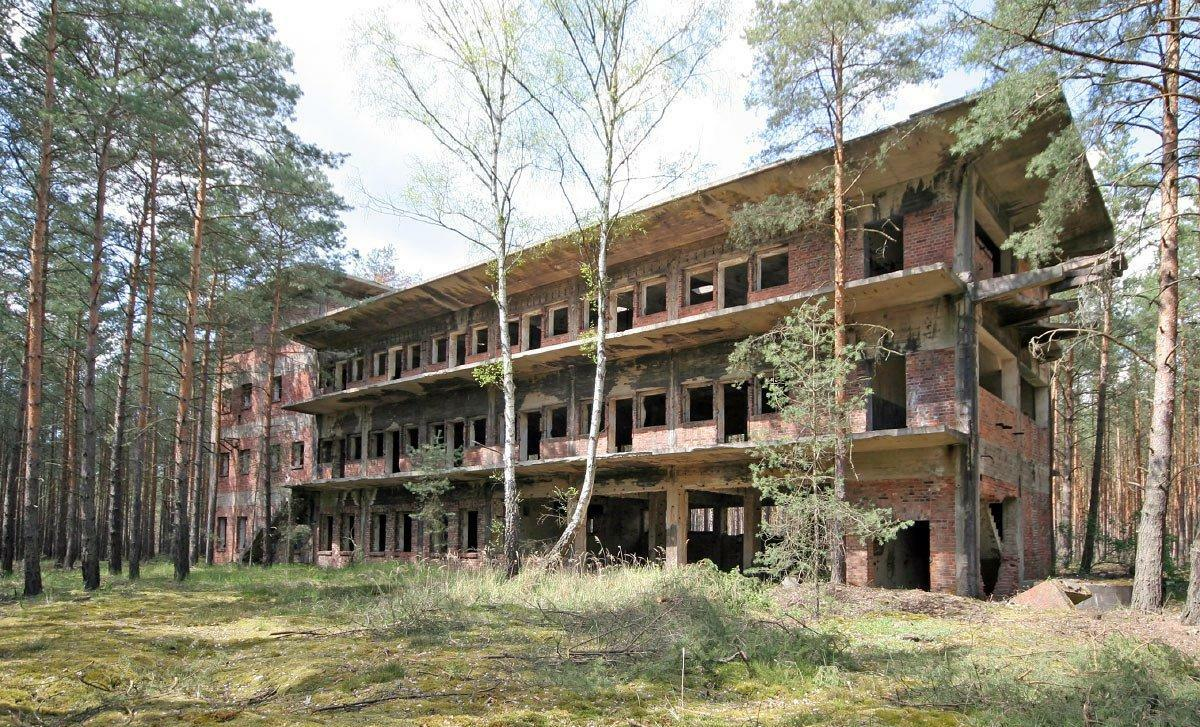
Edifício de nitração de celulose visto de fora
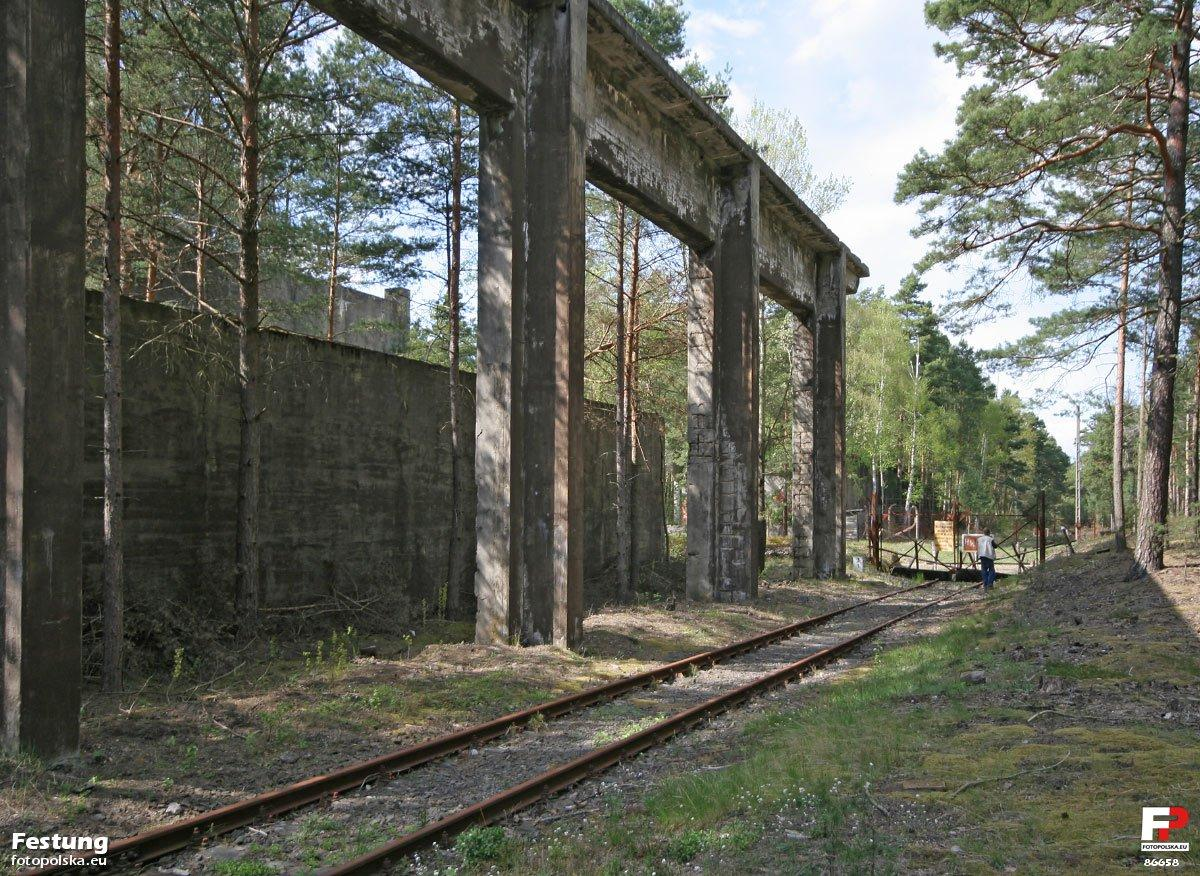
Trilhos de trem no local da fábrica
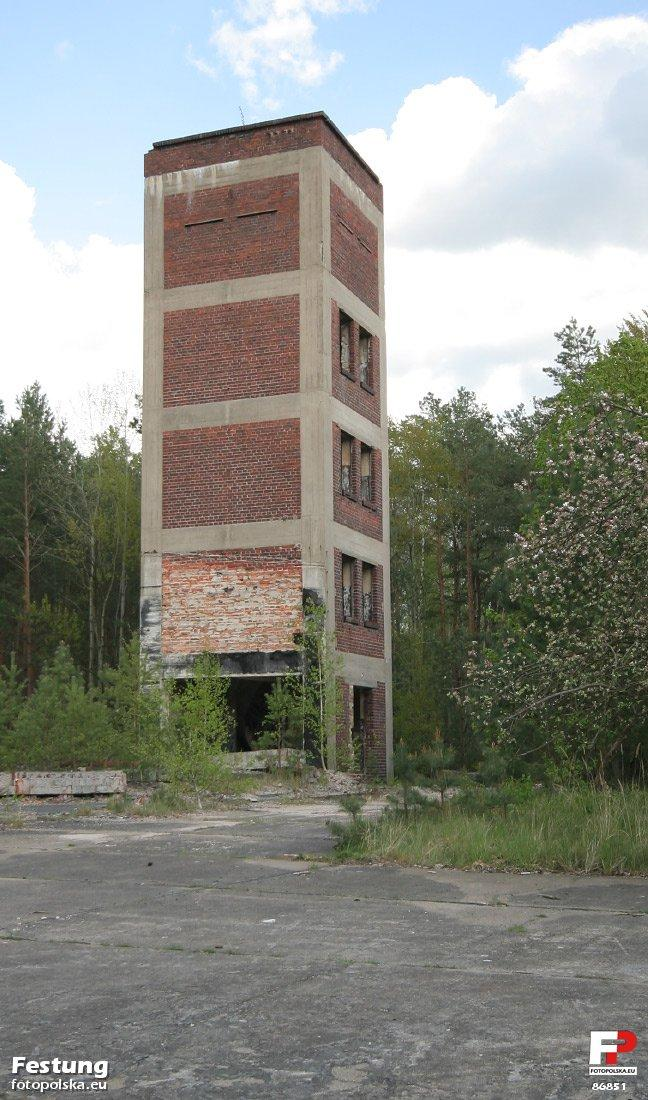
Torre de observação no local da fábrica

## Transporte
Há duas estações de trem em Nowogród Bobrzański: Nowogród Bobrzański e Nowogród Osiedle (em Krzystkowice). A cidade pode ser convenientemente alcançada pelo ônibus do Transporte Motorizado Estadual (PKS). A cidade fica na estrada nacional n.º 27, de Zielona Góra a Żary. É um entroncamento de transporte entre Zielona Góra e Żagań, Żary e Lubsko. Uma rota de Żagań para Krosno Odrzańskie também passa por Nowogród.
A aproximadamente 15 km ao norte da cidade está a pista de pouso de Grabowiec.

## Educação
- Escola primária n.º 1, Janusz Korczak, rua Marcinkowskiego 2[13]
- Escola primária n.º 2, Henryk Brodaty, rua Kościuszki 41[14]

## Comunidades religiosas
- Igreja Católica Grega — paróquia da Anunciação da Bem-Aventurada Virgem Maria.[15]
- Igreja Católica de Rito Latino — paróquia da Assunção da Bem-Aventurada Virgem Maria[16]

## Esporte
Um clube de futebol, o Gminny Klub Sportowy “Fadom” Nowogród Bobrzański, foi formado a partir da fusão do Błękitne Krzystkowice e do Zielony Bogaczów em 1978, cujos sucessos incluem aparições no terceiro nível das competições de futebol na Polônia entre 1982 e 1987. O clube joga suas partidas no Estádio Municipal na rua Fabryczna em Nowogród Bobrzański.